# Deufert&plischke
deufert&plischke ist ein Künstlerduo, bestehend aus Kattrin Deufert (geb. 1973 in Würzburg) und Thomas Plischke (geb. 1971 in Aschaffenburg). Seit 2001 arbeiten sie gemeinsam als „Künstlerzwillingspaar“ („artistwin“) interdisziplinär in den Bereichen Choreografie, Performance, bildender Kunst und Sozialarbeit. Ihre Arbeiten sind häufig partizipativ angelegt und betrachten Choreografie als kollektive, sinnliche Wissensform, als Raum für Imagination und gemeinsame Erfahrungen.

## Ausbildung und frühe Karriere
Kattrin Deufert studierte Theater-, Film- und Medienwissenschaft an der Goethe-Universität Frankfurt, der DAMS Bologna, der Royal Holloway University London sowie der Université Libre de Bruxelles. Von 1997 bis 2001 war sie Stipendiatin im Forschungsprogramm „Körperdramaturgien“ an der Freien Universität Berlin und promovierte dort über das Theaterwerk von John Cage bei Erika Fischer-Lichte und Hans-Thies Lehmann.
Thomas Plischke studierte zeitgenössischen Tanz an P.A.R.T.S. (Performing Arts Research and Training Studios) in Brüssel als Teil der ersten Generation (1995–1998) und war Stipendiat der Carl-Duisberg-Gesellschaft. Seine frühen Solowerke wurden vielfach ausgezeichnet. Er erhielt u. a. das Philip Morris Tanzstipendium (1998) sowie den Tanzpreis der Stadt München (2000).

## Künstlerische Praxis
Seit 2001 entwickeln deufert&plischke interdisziplinäre Arbeiten zwischen Tanz, Theater, Film, Fotografie und partizipativer Installation. Ihre Projekte beginnen häufig mit offenen Werkstätten oder temporären Ateliers in lokalen Kontexten und münden in Aufführungen oder Ausstellungen. Zentrales Anliegen ist die Schaffung sozialer Räume, in denen Künstler:innen, Publikum und Beteiligte auf Augenhöhe Erfahrungen teilen, sich erinnern, Geschichten (er)finden oder gemeinsam imaginieren.
Ihre Arbeiten wurden international gezeigt, u. a. in Los Angeles, New York, Montreal, Tel Aviv, Alexandria, Athen, Istanbul, Wien, Kopenhagen, Bergen, Singapur, Warschau, Posen, Rio de Janeiro, Ljubljana, Madrid und Barcelona.

## Langzeitprojekte (Auswahl)
- Just in Time (seit 2016): Ein wachsendes Archiv von über 2.000 handgeschriebenen Briefen an den Tanz.[2]
- A Worn World (seit 2020): Ein textil- und performancebasiertes Projekt.[3]
- (Übersehene) Künstlerinnen erfinden (2022): Kollektive Erfindung fiktiver Künstlerinnen.[4]
- Alyæn (2023, Oulu): Fabulierte Künstlerin zur Neuschreibung lokaler Kunstgeschichten.

## Künstlerisches Selbstverständnis
deufert&plischke verstehen Choreografie als kollektiven Akt gesellschaftlicher Gestaltung, der auf Hierarchie verzichtet und Vielfalt zulässt – über Disziplinen, Körper und Identitäten hinweg. Empathie, Präsenz und gemeinsames Denken und Fühlen stehen im Zentrum ihrer Arbeit.

## Akademische und kuratorische Arbeit
deufert&plischke hatten zahlreiche Lehr- und Forschungsaufträge inne, u. a.:
- Gastprofessur, Universität Hamburg (2006, 2008)
- Professur, Hochschulübergreifendes Zentrum Tanz (HZT) Berlin (2010–2014)
- Leitung des Research Cycle, P.A.R.T.S. Brüssel (2015–2016)
- Studiengangsleitung (Thomas Plischke), HZT Berlin (2017–2019)
- Gastprofessur, Folkwang Universität der Künste (2021/22)
- Lehrbeauftragte im Rahmen des Christof Schlingensief-Stipendiums, Ruhr-Universität Bochum (2023)

## Studio
Ihr Atelier spinnereischwelm in Nordrhein-Westfalen dient als Basis für internationale Produktionen, Forschung und künstlerische Kollaborationen.

## Ausgewählte Werke
| Titel                                   | Jahr | Ort                                     |
| --------------------------------------- | ---- | --------------------------------------- |
| Tom Plischke, B.D.C. and Friends        | 2001 | Beursschouwburg, Brüssel                |
| (nao) se pode falar                     | 2001 | Goethe-Institut, Rio de Janeiro         |
| How to knit your own political body     | 2001 | ZKM, Karlsruhe                          |
| Frankfurter Küche                       | 2001 | Various                                 |
| As you like it                          | 2002 | Tanzquartier, Vienna                    |
| I like Erika and Erika likes me         | 2002 | 1822-Forum, Frankfurt/Main              |
| P.I.P. (picture=performance=picture)    | 2002 | Mousonturm, Frankfurt/Main              |
| b-visible                               | 2002 | Vooruit, Ghent                          |
| InExHaustible                           | 2003 | Vooruit, Ghent                          |
| Directories: #1 Europe Endless          | 2003 | Beursschouwburg, Brussels               |
| As if (it was beautiful)                | 2004 | ImPulsTanz Festival, Vienna             |
| Sofia SP Science is Fiction             | 2004 | Natvis Theater, Sofia                   |
| Directories: #2 Songs of Love and War   | 2005 | Schaubühne Lindenfels, Leipzig          |
| Directory: tattoo                       | 2006 | deSingel, Antwerp                       |
| Veronika Blumenstein – Moving Exiles    | 2006 | Schwankhalle, Bremen                    |
| Reportable Portraits/Notice Me!         | 2007 | steirischer herbst, Graz                |
| KonSequenzen: Rhythm is it!             | 2008 | Tanzquartier, Vienna                    |
| ANARCHIV#1: I am not a Zombie           | 2009 | Kampnagel, Hamburg                      |
| ANARCHIV#2: second hand                 | 2010 | Kaaitheater, Brussels                   |
| The Emergence Rooms                     | 2010 | MUMOK / Tanzquartier, Vienna            |
| ANARCHIV#3: Songs of Love and War       | 2011 | Kampnagel, Hamburg                      |
| Das Entropische Institut                | 2012 | Tanzfabrik, Berlin                      |
| Europe Endless                          | 2013 | Goethe-Institut, New York               |
| Niemandszeit                            | 2014 | Tanzfabrik, Berlin                      |
| EinSehen                                | 2015 | Literarisches Colloquium, Berlin        |
| Durcheinander                           | 2015 | Tanz im August, Berlin                  |
| Just in Time                            | 2016 | Tanzfabrik, Berlin                      |
| Le Dejeuner sur l’herbe                 | 2017 | K3 – Zentrum für Choreografie, Hamburg  |
| InsTanzen plus                          | 2018 | Festspielhaus, St. Pölten               |
| Spinnerinnen (las hilanderas)           | 2019 | ifa Galerie, Berlin                     |
| Liebestod                               | 2019 | Tanz im August, Berlin                  |
| Spinnen (Pop up)                        | 2019 | Fabrik, Potsdam                         |
| What are you afraid of?                 | 2020 | Museum of Russian Impressionism, Moscow |
| Retrospektive Felicitas P. Berg         | 2020 | Engelskirchen                           |
| A Worn World                            | 2020 | ANTI Festival, Kuopio                   |
| Twinkle Toes                            | 2020 | Schauspielhaus, Wuppertal               |
| Who is afraid of ...?                   | 2022 | Neuer Kunstverein, Wuppertal            |
| The Flying Archive anarchivTANZ.digital | 2022 | Moovy Festival, Cologne                 |
| ELFRIEDE VOSS                           | 2022 | Spinnerei, Schwelm                      |
| ICH TONI ROTH                           | 2022 | Pfarrhaus, Elmstein                     |
| Familienangelegenheiten                 | 2024 | spinnereischwelm                        |
| Stoffwechsel                            | 2024 | spinnereischwelm                        |
| Fountains                               | 2024 | Neuer Kunstverein Wuppertal             |
| Ballroom Bliss                          | 2025 | Pina Bausch Zentrum, Wuppertal          |

| Titel                                     | Jahr | Dauer                   |
| ----------------------------------------- | ---- | ----------------------- |
| eporue (l'anti-toi)                       | 2004 | 14:23                   |
| Portrait of a Stone                       | 2005 | 11:44                   |
| Zuhause                                   | 2007 | –                       |
| Zuhause/Deutschland Herbst/Winter 1977/78 | 2008 | –                       |
| M.I.N.E                                   | 2006 | –                       |
| MA                                        | 2020 | 33:30                   |
| 20 years of turmoil                       | 2021 | 9:53                    |
| I like Erika and Erika likes me           | 2021 | –                       |
| Elmstein                                  | 2021 | –                       |
| Le Dejeuner sur l’herbe                   | 2017 | 25:57                   |
| Twinkle Toes                              | 2020 | Site-specific screening |
| Wenn sie tanzen                           | 2024 | 41:53                   |
| Fountains                                 | 2024 | 32:18                   |